# Севостьянов, Александр Витальевич
Александр Витальевич Севостьянов (род. 7 января 1998, Екатеринбург) — российский хоккеист, защитник.

## Биография
Начинал играть в Екатеринбурге («Юность», «Автомобилист»). В ноябре 2012 года перешёл в московское «Динамо». С сезона 2014/15 стал играть за ХК МВД Балашиха в МХЛ. В сезоне 2016/17 также выступал за «Динамо» Балашиха в ВХЛ. Перед сезоном 2017/18 вернулся в «Автомобилист», провёл 39 матчей за «Авто» в МХЛ, 17 — за «Горняк» в ВХЛ и два матча (12 и 14 октября) — в КХЛ. С ноября 2021 года до конца сезона играл на правах аренды за «Нефтехимик». 12 декабря 2024 года был обменян в «Ладу».